# Océanne Mylène Ganiero
Océanne Mylène Ganiero, née le 5 octobre 1994, est une karatéka béninoise.

## Carrière
Mylène a débuté le karaté à l’âge de 4 ans. Elle a commencé ses premières compétitions nationales à l’âge de 8 ans. En réalité, son maître, Georges Eric Agbégninou lui a donné le goût au challenge très tôt en l’amenant voir les autres combattre. Elle a par suite participé à sa première compétition internationale à 14 ans. C’était la coupe du roi Mohamed VI à Rabat au Maroc. Et depuis lors, elle y est restée jusqu’à aujourd’hui.
Elle est médaillée d'argent en kumite individuel des moins de 55 kg et médaillée de bronze en kata par équipe aux Championnats d'Afrique de karaté 2014 à Dakar.
Elle obtient la médaille de bronze en kumite individuel des moins de 55 kg lors des Jeux africains de 2015 à Brazzaville.
Elle est médaillée d'or en kumite individuel des moins de 55 kg et médaillée de bronze en kata par équipe et en kumite par équipe aux Championnats d'Afrique de karaté 2017 à Yaoundé.
Elle obtient la médaille de bronze en kumite individuel des moins de 55 kg lors des Championnats d'Afrique de karaté 2018 à Kigali, lors des Championnats d'Afrique de karaté 2019 à Gaborone et lors des Jeux africains de 2019 à Rabat.
Ceinture noire, 3e dan de karaté-do, Océane Mylène Ganeiro, 1m56, pour 54kg, Océanne est athlète de l’équipe nationale du Bénin. Championne d’Afrique en 2017, quintuple championne ouest-africaine et championne du Bénin en titre, elle bénéficie d’une bourse de la Solidarité olympique en prélude aux Jeux olympiques Tokyo 2020. "Je veux être la première Béninoise à remporter une médaille d’or olympique à Tokyo pour le Bénin et pour l’Afrique en karaté. Cette bourse est une opportunité pour moi de travailler et d’aller décrocher cette médaille olympique. Cela paraît super ambitieuse mais j’y crois fermement et c’est ce que le public sportif, les autorités à divers niveaux et surtout mes fans attendent de moi" telles sont les ambitions de l'élite.